# Chennegy
Chennegy ist eine französische Gemeinde mit 471 Einwohnern (Stand 1. Januar 2022) im Département Aube in der Region Grand Est (vor 2016 Champagne-Ardenne). Sie gehört zum Kanton Aix-Villemaur-Pâlis im Arrondissement Troyes. Die Einwohner werden Caviots und Caviotes genannt.

## Geographie
Chennegy liegt etwa 19 Kilometer westsüdwestlich von Troyes am Füsschen Ancre. 
Nachbargemeinden sind Estissac im Westen und Norden, Bucey-en-Othe im Norden und Nordosten, Vauchassis im Nordosten und Osten, Bercenay-en-Othe im Osten, Maraye-en-Othe im Süden, Saint-Mards-en-Othe im Südwesten sowie Villemoiron-en-Othe im Südwesten und Westen.

## Bevölkerungsentwicklung
| Jahr                       | 1962 | 1968 | 1975 | 1982 | 1990 | 1999 | 2006 | 2011 | 2019 |
| -------------------------- | ---- | ---- | ---- | ---- | ---- | ---- | ---- | ---- | ---- |
| Einwohner                  | 391  | 352  | 341  | 368  | 392  | 398  | 460  | 442  | 433  |
| Quellen: Cassini und INSEE |      |      |      |      |      |      |      |      |      |

## Sehenswürdigkeiten
- Kirche Saint-Martin aus dem 16. Jahrhundert, Monument historique seit 1990
- Kapelle Notre-Dame in Le Hayer aus dem 19. Jahrhundert

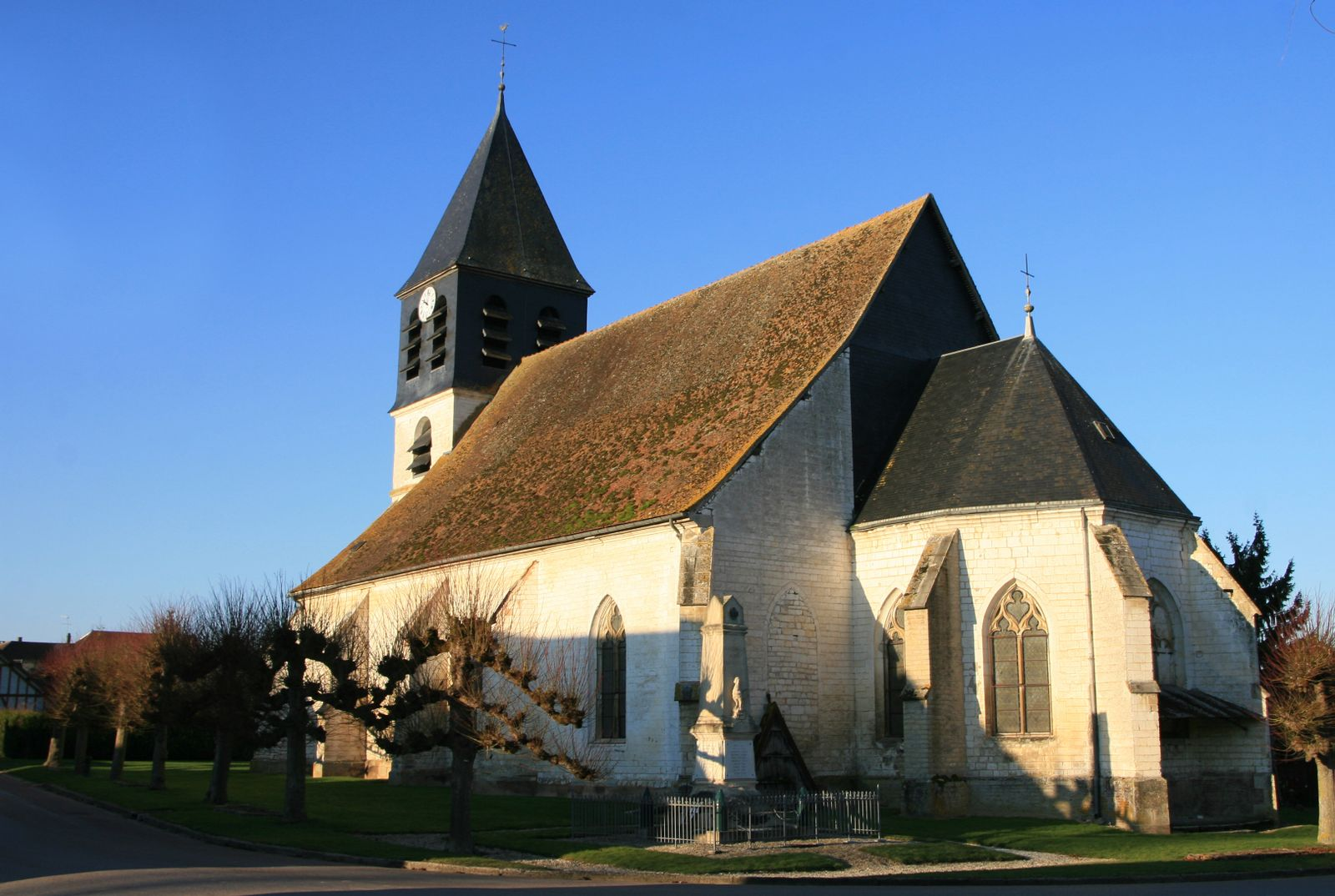
Kirche Saint-Martin